# АКС (Хожув)
Аматорський спортивний клуб визволення «Хожув» (пол. Amatorski Klub Sportowy Wyzwolenie Chorzów) — польський спортивний клуб з міста Хожув, заснований у 1910 році. Футбольна секція клубу виступає в Зоні Катовиці регіональної ліги. Домашні матчі приймає на Міському стадіоні, місткістю 2 520 глядачів.